# Demografía de San Cristóbal y Nieves

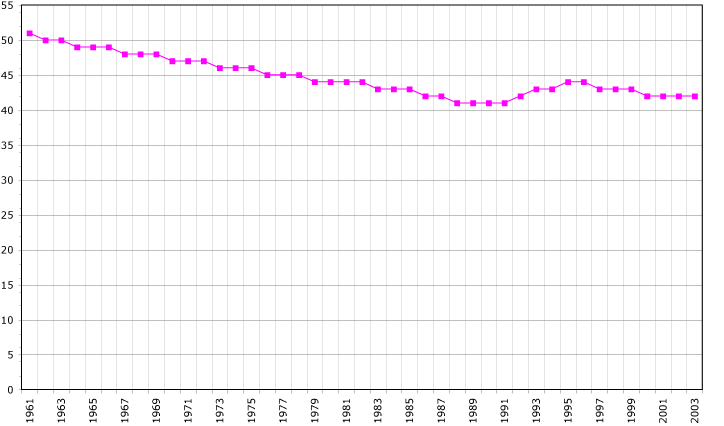
Demografía de San Cristóbal y Nieves. Datos de la FAO. Año 2005; Número de habitantes en miles.

Población:
38.819 (Estimaciones julio de 2000)
Estructura etaria:
0-14 años: 30% (hombres 5.999; mujeres 5.746)
15-64 años: 61% (hombres 11.770; mujeres 11.838)
65 años y más: 9% (hombres 1.431; mujeres 2.035) (2000 est.)
Tasa de crecimiento poblacional:
-0,22% (2000 est.)
Tasa de natalidad:
19,06 nacimientos/1.000 habitantes (2000 est.)
Tasa de mortalidad:
9,38 muertes/1.000 habitantes (2000 est.)
Tasa neta de migración:
-11,85 migrantes/1.000 habitantes (2000 est.)
Distribución por sexo:
al nacer: 1,06 hombres/mujeres
menores de 15 años: 1,04 hombres(s)/mujeres
15-64 años: 0,99 hombres/mujeres
65 años y más: 0,7 hombres/mujeres
total de la población: 0,98 hombres/mujeres (2000 est.)
Tasa de mortalidad infantil:
16,72 muertes/1.000 nacimientos vivos (2000 est.)
Expectativa de vida al nacer:
total de la población: 70,73 años
hombres: 67,95 años
mujeres: 73,68 años (2000 est.)
Tasa de fertilidad:
2,43 niños nacidos/mujer (2000 est.)
Grupos étnicos:
Predominantenmente negros, algunos británicos, portugueses y libaneses.
Religiones:
Anglicanos, protestantes y católicos.
Idiomas:
Inglés
Alfabetismo:
definición:
personas de 15 años y más que alguna vez han asistido a la escuela
total de la población: 97%
hombres: 97%
mujeres: 98% (1980 est,)